# Resolució 687 del Consell de Seguretat de les Nacions Unides
La Resolució 687 del Consell de Seguretat de les Nacions Unides, adoptada el 3 d'abril de 1991 després de reafirmar les resolucions 660, 661, 662, 664, 665, 666, 667, 669, 670, 674, 677 i 678 (totes de 1990) i 686 (1991) el Consell va establir els termes, en una resolució global, amb la qual Iraq havia de complir després de perdre la Guerra del Golf. La resolució 687 va ser aprovada per 12 vots a favor, un en contra (Cuba) i dues abstencions de l'Equador i el Iemen després d'una reunió molt extensa. Iraq accepta les disposicions de la resolució el 6 d'abril de 1991.
La resolució 687, dividida en nou apartats, va instar Iraq i Kuwait a respectar les fronteres entre els dos països, demanant al Secretari General Javier Pérez de Cuéllar que els assistís a la demarcació de la frontera. Va demanar al Secretari General que presentés, en un termini de tres dies, un pla per al desplegament de la Missió d'Observació de les Nacions Unides per Iraq i Kuwait al llarg de la zona desmilitaritzada que es va establir a 10 km a l'Iraq i 5 km a Kuwait.
El Consell va recordar a l'Iraq les seves obligacions en virtut del Protocol de Ginebra i eliminar i destruir incondicionalment totes les guerra química, armes biològiques i míssils balístics amb un rang superior a 150 km. Com a part d'aquesta demanda, el Consell va demanar l'Iraq que presentés, en un termini de 15 dies, un informe on declarés totes les ubicacions de totes les armes abans esmentades i que acceptés inspeccions in situ urgents. A continuació, va establir la Comissió Especial de les Nacions Unides relativa a les inspeccions i va establir disposicions per a això, i va demanar a l'Iraq que complís les seves obligacions en virtut del Tractat de no proliferació nuclear, acordant no desenvolupar armes nuclears i enviar un informe al Secretari General i a l'Agència Internacional de l'Energia Atòmica en un termini de 15 dies. La resolució va assenyalar que aquestes accions "representen passos cap a l'objectiu d'establir a l'Orient Mitjà una zona lliure d'armes de destrucció massiva i tots els míssils per al seu lliurament i l'objectiu d'una prohibició mundial d'armes químiques".
La Resolució 687 es va referir aleshorse a repatriació i a la Compensació financera, declarant que l'Iraq és responsable de qualsevol pèrdua, dany i lesió infligida a Kuwait, exigint a més que l'Iraq lliuri les restants propietats confiscades a Kuwait. Va declarar també nul·la qualsevol afirmació de l'Iraq sobre la seva negativa a pagar el seu deute extern i va decidir crear un fons per a aquestes reclamacions de compensació (la Comissió de Compensació de les Nacions Unides), oficialment establerta a la resolució 692.
Pel que fa a les sancions, el Consell va reiterar les sancions internacionals contra l'Iraq no s'aplicarien als aliments ni a l'ajuda mèdica a les poblacions civils de l'Iraq i Kuwait, així com l'eliminació de les sancions imposades a l'Iraq en la Resolució 661 (1990) i va decidir revisar aquestes restriccions cada 60 dies. No obstant això, les vendes d'armes i altres materials relacionats a l'Iraq continuaran estant prohibits.
Després de discutir la facilitació de les repatriacions de presoners de guerra i la cooperació amb el Comitè Internacional de la Creu Roja, el Consell va exigir a l'Iraq que informés al Consell que no es comprometia o recolzava el terrorisme i no permetrien que es produeixin aquests actes al seu territori. Després de l'acceptació per part de l'Iraq de tots els paràgrafs de la resolució, es va iniciar un alto el foc formal entre l'Iraq i Kuwait i els Estats membres que cooperaven amb Kuwait.
La part més important de la resolució va ser el paràgraf 34 final, que va exigir que "[el Consell de Seguretat] ... [d]ecideix ... adoptar les mesures que siguin necessàries per a l'aplicació de la present resolució i garantir la pau i la seguretat a la zona". Aquesta declaració es va interpretar àmpliament com "obeeix-la o te n'obligarem amb tots els mitjans necessaris". Aquest text va ser utilitzat pels Estats Units com una justificació pels bombardeig d'Iraq de 1996 i 1998 i la invasió de l'Iraq de 2003, sobre la base que l'Iraq es va negar a complir diverses resolucions de l'ONU, per tal de mantenir la pau i la seguretat a la regió del Golf Pèrsic.